# Charlotte Van de Vijver
Charlotte Van de Vijver (Gent, 24 februari 1984) is een Vlaamse presentatrice en model. Ze is afgestudeerd als logopediste.
Ze boekte meerdere eretitels bij Missverkiezingen.
Zo werd ze gekroond tot Miss Waregem Koerse (2005), Miss Oost-Vlaanderen (2006), 3de eredame Miss België (2006), opnieuw Miss Oost-Vlaanderen in 2008 en opnieuw 3de eredame Miss België 2008.
Van de Vijver is vooral bekend van het presenteren van belspelletjes op VT4 en VijfTV. Voor S. Televisie presenteerde ze het programma In bed met.